# Flodoard
Flodoard z Reims (ur. 894 w Épernay, zm. 28 marca 966 w Reims) – średniowieczny kronikarz francuski, twórca roczników – Annales oraz Historii Kościoła w Reims – Historia Remensis ecclesiae. Jako pierwszy z autorów europejskich używa określenia "Sarmaci" w kontekście opisu Słowian.